# Jeffrey Nordling
Jeffrey Richard Nordling (Ridgewood, 11 marzo 1962) è un attore statunitense.
È noto per i ruoli televisivi di Jake Manning in Ancora una volta, Larry Moss in 24 e Nick Bolen in Desperate Housewives, oltre alla partecipazione a vari film.

## Biografia
Nato in New Jersey a Ridgewood, è cresciuto a Washington Township. Successivamente si trasferisce a Saddle River, sempre in New Jersey, dove studia presso la Ramsey High School, diplomandosi nel 1980. Dopo il liceo studia al Wheaton College a Wheaton, Illinois.
È sposato con Francia Dimase e ha tre figlie; Iris e le gemelle Eloise e Miranda.

### Carriera
Inizia la sua carriera verso la fine degli anni ottanta, debuttando nel film di Mike Nichols Una donna in carriera. Nel corso degli anni si divide tra ruoli televisivi e cinematografici, ha interpretato il ruolo di Gaëtan Dugas nel film TV della HBO Guerra al virus, sull'evoluzione dell'epidemia dell'AIDS e a vestito i panni dell'investigatore Mike Markkula nel film TV I pirati di Silicon Valley.
Dal 1999 al 2002 ha interpretato in ruolo di Jake Manning nella serie televisiva Ancora una volta, al fianco di Sela Ward, è stato il dr. David Baylor nella quinta stagione di Providence. Nel 2009 ha interpretato l'agente dell'FBI Larry Moss nella settima stagione di 24, mentre nella stagione 2009/2010 ha partecipato alla serie Desperate Housewives - I segreti di Wisteria Lane nel ruolo di Nick Bolen.
Nel 2016 ha ottenuto una parte in Sully di Clint Eastwood e ha recitato nella miniserie TV del HBO Big Little Lies - Piccole grandi bugie.

## Filmografia parziale

### Cinema
- Una donna in carriera (Working Girl), regia di Mike Nichols (1988)
- Ruby - Il terzo uomo a Dallas (Ruby), regia di John Mackenzie (1992)
- Marito a sorpresa (Holy Matrimony), regia di Leonard Nimoy (1994)
- Quiz Show, regia di Robert Redford (1994)
- Love Affair - Un grande amore (Love Affair), regia di Glenn Gordon Caron (1994)
- Ducks - Una squadra a tutto ghiaccio (D3: The Mighty Ducks), regia di Robert Lieberman (1996)
- Amori & segreti (Polish Wedding), regia di Theresa Connelly (1998)
- Flicka - Uno spirito libero (Flicka), regia di Michael Mayer (2006)
- Home of the Brave - Eroi senza gloria (Home of the Brave), regia di Irwin Winkler (2006)
- Surfer, Dude, regia di S.R. Bindler (2008)
- Tron: Legacy, regia di Joseph Kosinski (2010)
- Beautiful Girl, regia di Stevie Long (2014)
- Sully, regia di Clint Eastwood (2016)

### Televisione
- La morte nera (Quiet Killer), regia di Sheldon Larry – film TV (1992)
- Star Trek: Deep Space Nine – serie TV, episodio 1x03 (1993)
- Guerra al virus (And the Band Played On), regia di Roger Spottiswoode – film TV (1993)
- La signora in giallo (Murder, She Wrote) – serie TV, 2 episodi (1993-1994)
- Chicago Hope – serie TV, 1 episodio (1995)
- Delitto senza movente (The Sleepwalker Killing), regia di John Cosgrove – film TV (1997)
- Melrose Place – serie TV, 9 episodi (1997)
- Almost Perfect – serie TV, 2 episodi (1997)
- Sex and the City – serie TV, episodio 1x01 (1998)
- I pirati di Silicon Valley (Pirates of Silicon Valley), regia di Martyn Burke – film TV (1999)
- Ancora una volta (Once and Again) – serie TV, 47 episodi (1999-2002)
- Providence – serie TV, 10 episodi (2002)
- The Flannerys, regia di Peter O'Fallon – film TV (2003)
- The Closer - serie TV, episodio 1x09 (2005)
- Dirt – serie TV, 16 episodi (2007-2008)
- 24 – serie TV, 19 episodi (2009)
- Desperate Housewives – serie TV, 17 episodi (2009-2010)
- CSI: NY – serie TV, 2 episodi (2011)
- The Protector - serie TV, 2 episodi (2011)
- Body of Proof – serie TV, 8 episodi (2011-2012)
- Malibu Country – serie TV, 2 episodi (2012)
- Arrow – serie TV, 3 episodi (2012-2014)
- Killer Women – serie TV, 4 episodi (2014)
- Cloud 9, regia di Paul Hoen – film TV (2014)
- Castle – serie TV, episodio 7x06 (2014)
- Rake – serie TV, 7 episodi (2014)
- Criminal Minds – serie TV, episodio 10x08 (2014)
- Motive - serie TV, episodi 3x12-3x13 (2015)
- Big Little Lies - Piccole grandi bugie (Big Little Lies) – serie TV, 14 episodi (2017-2019)
- Nashville – serie TV, 19 episodi (2017-2018)
- I'm Dying Up Here - Chi è di scena? (I'm Dying Up Here) – serie TV, 7 episodi (2018)
- Suits – serie TV, 4 episodi (2018-2019)
- Proven Innocent – serie TV, 5 episodi (2019)
- Better Things - serie TV, episodio 4x02 (2020)
- Walker – serie TV, 9 episodi (2021-2022)
- This Is Us – serie TV, episodio 6x02 (2022)
- Che Todd ci aiuti (So Help Me Todd) – serie TV, 10 episodi (2022-2024)

## Doppiatori italiani
Nelle versioni in italiano delle opere in cui ha recitato, Jeffrey Nordling è stato doppiato da:
- Angelo Maggi in The Closer, Criminal Minds, Suits
- Fabrizio Pucci in 24, The Protector, Motive
- Tony Sansone in Dirt, Desperate Housewives
- Alessandro Maria D'Errico in Surfer, Dude
- Roberto Pedicini in Marito a sorpresa
- Maurizio Romano in Sex and the City
- Michele Di Mauro in Nip/Tuck
- Antonio Sanna in Cold Case - Delitti irrisolti
- Gaetano Varcasia in CSI - Scena del crimine
- Luca Ward in Tron: Legacy
- Roberto Chevalier in CSI: NY
- Antonio Palumbo in Body of Proof
- Sergio Lucchetti in The Mentalist
- Pasquale Anselmo in Castle
- Stefano De Sando in Hawaii Five-0
- Renato Cecchetto in Rake
- Enrico Di Troia in Big Little Lies - Piccole grandi bugie
- Alessio Cigliano ne L'uomo nell'alto castello
- Maurizio Fiorentini in Walker
- Ruggero Andreozzi in This Is Us
- Francesco Prando in Che Todd ci aiuti